# Bacherloch

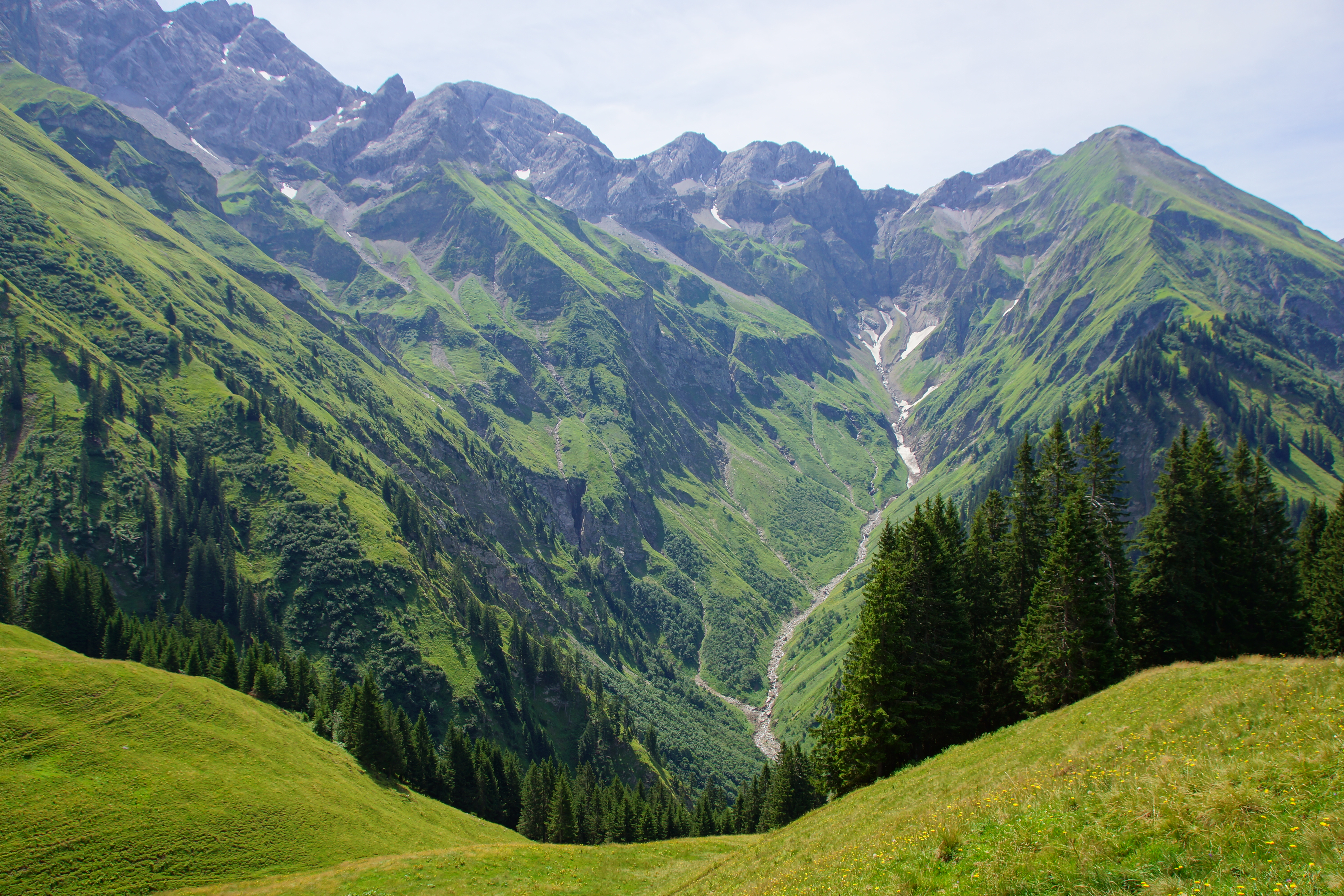
Oberes Bacherloch vom Einödsberg aus gesehen

Das Bacherloch ist eine Schlucht in den Allgäuer Alpen bei Oberstdorf. Die Schlucht beginnt bei Einödsbach in 1100 m Höhe und endet in 1900 m Höhe unter steilen Felswänden. Das Bacherloch öffnet sich nur nach Norden, im Süden überragen der Linkerskopf (2459 m), die Rotgundspitze (2486 m), der Wilde Mann (2577 m) und der Bockkarkopf (2609 m) das Bacherloch. Im Osten sind es die Mädelegabel (2645 m), die Trettachspitze (2595 m) und der Wildengundkopf (2238 m) und im Westen der Habaum (ca. 1500 m, in der Alpenvereinskarte irreführend als „Heubaum“ bezeichnet) bis zum Linkerskopf.
Durch die umgebenden hohen und steilen Berghänge sammeln sich im Bacherloch regelmäßig große Mengen Schnee, die durch Lawinenabgänge ins Tal transportiert werden. Die entstehenden Firn- und Eisfelder bleiben oft mehrere Jahre liegen, sodass sich deutlich erkennbare Jahresschichten bilden.